# Quan hệ Indonesia – Mông Cổ
Quan hệ Indonesia – Mông Cổ là mối quan hệ song phương giữa Indonesia và Mông Cổ, được thiết lập vào ngày 21 tháng 12 năm 1956. Mông Cổ có một lãnh sự quán tại Jakarta, trong khi đại sứ quán của Indonesia tại Bắc Kinh cũng được công nhận ở Mông Cổ.
Mông Cổ đang có kế hoạch đặt Trung tâm Nghiên cứu Indonesia tại Đại học Quốc gia Mông Cổ. Tổ chức này là trung tâm học tập cho học sinh, giáo sư và dân Mông Cổ muốn học hỏi về nhiều khía cạnh của ngôn ngữ, văn hóa, lịch sử, chính trị và kinh tế Indonesia.

## Các cuộc thăm viếng cấp cao
Có ba tổng thống Indonesia từng thăm Mông Cổ. Tổng thống đầu tiên của Indonesia là Sukarno vào năm 1956, Megawati Soekarnoputri vào năm 2003, và Susilo Bambang Yudhoyono vào tháng 9 năm 2012.

## Đại sứ quán , lãnh sự quán
- Tại Mông Cổ :
- Không có ( thông qua Bắc Kinh )

- Tại Indonesia :
- Jakarta ( Đại sứ quán )